# NeXTstation
La NeXTstation est la dernière station de travail développée, fabriquée et vendue par NeXT, entre 1990 et 1993.
Elle fonctionnait sous NeXTSTEP. La NeXTStation était une mise à jour du NeXTCube, plus abordable. Plusieurs modèles furent proposés :
- NeXTStation : monochrome, 25 MHz
- NeXTStation Turbo : monochrome, 33 MHz
- NeXTStation Color : couleur, 25 MHz
- NeXTStation Turbo Color : couleur, 33 MHz, la dernière de la série.

Au total, NeXT a produit environ 50 000 de ces machines.
Les NeXTStations étaient livrées, selon les modèles, avec un moniteur monochrome noir et blanc, le MegaPixel 17 pouces, ou un moniteur couleur 17 pouces, le Fimi. Ce dernier dispose d'une connectique 13W3, permettant d'utiliser des moniteurs Sun, SGI, dotés de la même connectique et disposant de la synchronisation sur le vert.
Les NeXTStations couleurs ont besoin d'un périphérique externe pour produire le son et connecter clavier et souris, la SoundBox. Enfin, sur certains modèles, il est possible d'utiliser des claviers et souris ADB d'origine Apple. Sur les autres, même si le connecteur est identique, il n'y a pas compatibilité.
Les NeXStations sont souvent nommées Slab, ou NSlab.

## Spécifications
- Clavier : 85 touches.
- Souris : 2 boutons opto-mécanique.
- Microprocesseur : Motorola 68040, 25 MHz ou 33 MHz (Turbo).
- Mémoire : 8 Mio (12 Mio pour la NeXTstation Color), et jusqu'à 32 Mio dans les modèles non-Turbo, 128 Mio dans les versions Turbo. Les modèles Turbo disposent de connecteur SIMM 32 bits, alors que les modèles à 25 MHz disposent de 8 connecteurs SIMM 8 Bits. NeXTStep ne gère que 128 Mio au maximum.
- Définition d'écran : 1120 × 832.
- Couleurs :
  - NeXTstation : 4 (noir, blanc, 2 niveaux de gris) ;
  - NeXTstation Color : 4 096 couleurs (sur 12 bits) avec canal alpha sur 4 bits.
- Processeur de signal numérique (DSP) Motorola 56001 cadencé à 25 MHz (16 bits, 44,1 kHz, stéréo, 24 Kio RAM, extensible à 576 Kio).
- Haut-parleur intégré dans l'écran, ou dans la SoundBox pour les modèles couleurs.
- Dimension et masse : largeur 39,8 cm, profondeur 36,5 cm, hauteur 6,4 cm, masse 6 kg.
- Entrées/sortie : connecteur interne SCSI, connecteur externe SCSI2, DSP, sortie vidéo, connectique propriétaire pour la l'imprimante laser NeXT, deux connecteurs RS-423, réseau Ethernet 10BASE-T et 10BASE2.
- Mémoire de masse : lecteur de disquettes 3,5 pouces (2,88 Mio), disque dur de 105 Mio à 4 Gio. Une capacité supérieure peut être utilisée mais le système d'exploitation ne peut utiliser une partition de taille supérieure à 4 Gio.
- Système d'exploitation : NeXTSTEP, OPENSTEP. NetBSD peut fonctionner sur certain matériels NeXTstation.
- Périphériques : Modem, imprimante laser NeXT, lecteur de CD-ROM NeXT.
- Prix : NeXTstation 4 995 dollars US, NeXTstation Color 7 995 dollars, NeXTstation Turbo US 6 500 dollars.